# 經濟動力
經濟動力是香港的一个已停止運作的政治組織。

## 簡介
經濟動力由梁君彥、林健鋒和梁劉柔芬3名香港立法會議員所組織而成，加上新界鄉議局主席暨行政會議非官守成員暨立法會議員劉皇發作為顧問。4人本來爲自由黨黨員，前3人在2008年立法會選舉自由黨大敗後退黨自立門戶，而劉皇發則因為在2008年立法會選舉中為鄉議局副主席的民建聯黨員張學明助選不滿批評而自行退黨。組黨前，梁君彥、林健鋒和梁劉柔芬三人自稱「3L」（因他們的姓氏羅馬化全為L字頭）。
經濟動力令人注目的原因，除了他們同是前自由黨成員外，也因為他們甚多時候一起曝光，政見也甚為一致。經濟動力口號是齊心激發無窮動力，其總部位於香港島灣仔軒尼詩道7至9號中港大廈2樓。
2012年10月7日，三名成功連任的經濟動力立法會議員，和石禮謙、盧偉國、張華峰及梁美芬合組新的政黨香港經濟民生聯盟（經民聯）。
經濟動力未有正式宣佈解散或與專業會議合併至經民聯，但經濟動力之網站已經停止運作。

## 立法會議員
| 議席     | 界別           | 姓名     | 2008-2012 | 2012-2016 | 備註       |
| -------- | -------------- | -------- | --------- | --------- | ---------- |
| 功能界別 | 鄉議局         | 劉皇發   |           |           | 併入經民聯 |
| 功能界別 | 商界（第一）   | 林健鋒   |           |           | 併入經民聯 |
| 功能界別 | 工業界（第一） | 梁君彥   |           |           | 併入經民聯 |
| 功能界別 | 紡織及製衣界   | 梁劉柔芬 |           |           |            |
| 所得議席 | 所得議席       | 所得議席 | 4         | 3         |            |